# 趙統 (嘉靖進士)
趙統（1500年—？），字伯一，號驪山，陝西西安府臨潼縣人，軍籍，明朝政治人物。

## 生平
嘉靖元年（1522年）壬午科陝西鄉試第四名舉人。嘉靖十四年（1535年）中式乙未科會試第二百二十三名，登第三甲第六十一名進士。初授山西临汾县知县，升任山西蒲州知州。官户部郎中，罢归，被诬系狱几二十年，日以著述为事，积稿二竹麓，所传有《骊山集》等书。

## 家族
曾祖趙孟巳；祖父趙靖，曾任通判；父趙宗文，曾任壽官。母陳氏。具庆下。兄宁、密、官、守、鼎、鼐、昂、弟景、昇。女婿薛騰蛟，同科進士。